# Pita Limjaroenrat
Pita Limjaroenrat (thajsky: พิธา ลิ้มเจริญรัตน์; narozen 5. září 1980) je thajský politik a podnikatel. Je vůdcem Strany pohybu vpřed, faktického nástupce rozpuštěné Strany budoucnosti. V roce 2019 byl čtvrtý na kandidátní listině do parlamentu, do kterého se dostal. V červenci 2019 představil pět priorit kterým se chce věnovat: zákonům o vlastnictví půdy, zadlužení zemědělců, užívání konopí, turismu a vodním zdrojům.